# 科珀斯克里斯蒂 (巴拉圭)
科珀斯克里斯蒂（西班牙語：Corpus Christi），是巴拉圭的城鎮，位於該國東部，由卡寧德尤省負責管轄，面積1,821平方公里，海拔高度330米，2002年人口13,303，人口密度每平方公里7.31人。